# 아이고스포타모이 해전

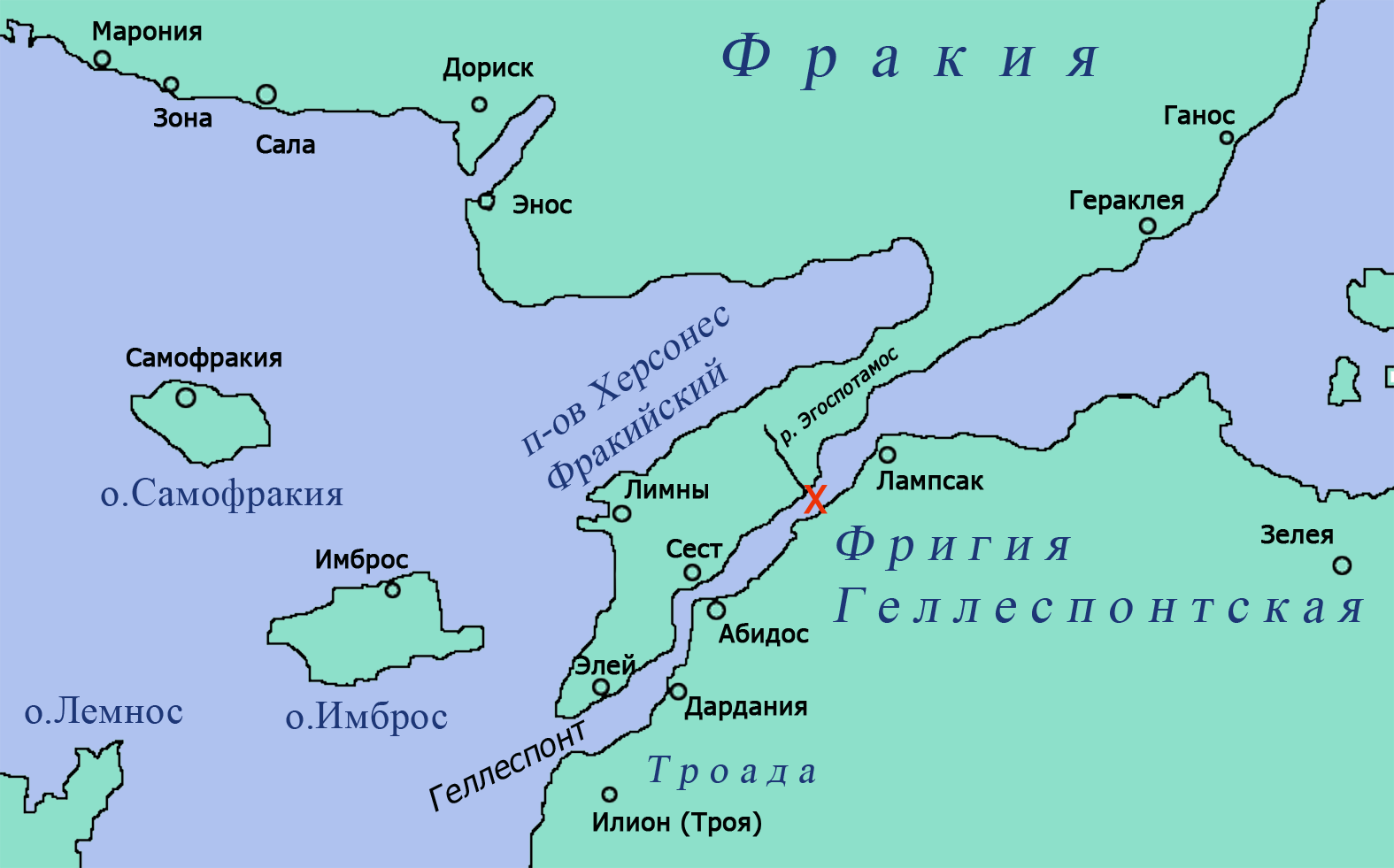

아이고스포타모이 해전(Αιγός Ποταμοί -)은 펠로폰네소스 전쟁 최후의 대전으로 기원전 405년에 일어났다. 이 해전에서 뤼산드로스의 스파르타 해군은 아테나이 해군을 완전히 격멸하였다. 이로써 아테나이는 제해권을 잃어 곡물 수입과 해외 영토 연락이 끊겨 전쟁이 사실상 종결되었다.
| 아테나이스파르타밀레토스 (이오니아)포카이아 (이오니아)히오스 섬 (이오니아)사모스 섬 (이오니아)델로스 섬 (이오니아)마라톤 전투테르모필레 전투살라미스 해전마케도니아동부 트라키아서부 트라키아헬레스폰토스 해협 · ·다르다넬스 해협아이고스포타모이 해전class=notpageimage\| 기원전 5세기의 고대 그리스의 위치지도 |